# Eupithecia kasloata
Eupithecia kasloata är en fjärilsart som beskrevs av Mcdunnough 1929. Eupithecia kasloata ingår i släktet Eupithecia och familjen mätare. Inga underarter finns listade i Catalogue of Life.